# Karcinoid crvuljka
Karcinoid crvuljka je najčešći tip tumora, koji čini 85% svih gastrointestinalnih endokrinih tumora. Naziv karcinoid ovi tumori su dobili zbog sporog rasta i homogenog izgleda tumorskih ćelija, što je ranije ispitivače navelo da potcene njihov maligni potencijal. Uglavnom je asimptomatski i dijagnostikuju se kao slučajan nalaz u apendektomiji ili tokom drugih operacija u trbuhu. 

## Epidemiologija
Posle apendektomija, histopatološkim pregledom, primarne novotvorine su identifikovane u ~ 0,5% svih hirurški uklonjenih crvuljaka, s karcinoidnim tumorima koje čine > 50% svih novotvorina crvuljka bilo koje etiologije.
Koliko su retki ovi tumori govori podatak da većina hirurga susretne sa ovim entitetom samo jednom u životu.
Karcinoid crvuljka su mirnog toka, a interval između početka simptoma i postavljanje dijagnoze u proseku je oko 4,5 godine.

## Etiopatogeneza
Karcinoid crvuljka je najčešće lokalizovan na vrhu crvuljka, u obliku solidnog tumora promera do 1 cm. I pored intramuralne i transmuralna propagacija tumora, zahvatanje regionalnih limfnih čvorova je veoma retko.
Karcinoidni tumori nastaju iz neuroendokrinih ćelija difuznog neuroendokrinog sistema, koje su identifikovane na mnogim lokacijama u organizmu ćovea, uključujući;
- pluća (25,1%),
- jajnike (0,5%),
- bilijarni sistem (0,2%) i
- gastrointestinalni traktt (73,4%).[7] Karcinoidni tumori crvuljka su retke neuroendokrine neoplazme koje se obično ponašaju kao benigni tumori, mada određeni oblici ove lezije imaju potencijal za malignitet i metastaziranje.[8]

Metastaze
Verovatnoća metastaziranja karcinoidnih tumora crvuljka je mala ~ 4,7% svih karcinoidnih tumora crvuljka. Osnovni put širenje metastaza je kroz limfu, a najčešće lokalizacije metastaza su u jetri i limfnim čvorovima retroperitoneumu. Osim u jetri i limfhim čvorovima metastaze karcinoida crvuljka mogu se javiti i u kostima, a nešto ređe u srcu, dojkama ili oku.
Rizik od metastatskog širenja je uslovljen veličinom tumora, pa se tako metastaze nalaze u:
- manje od 2% tumora manjih od 1 cm,
- skoro 100% kod tumora većih od 2 cm.

## Klinička slika
Klinička slika karcinoid crvuljka karakteriše se istim onim simptomima koji se javljaju i kod akutnog zapaljenja crvuljka, a broj i karakter manifestacija, odnosno simptoma zavisi od karakteristike samog tumora.
Kod karcinoida crvuljka ne postoji specifičan preoperativni klinički prikaz jer su ovi tumori ili asimptomatski ili su prisutni kao akutno zapaljenje crvuljka. Zato se dijagnostikuju slučajno tek tokom apendektomije, ili neke druge operacije u trbuhu. Pored toga, karcinoidi crvuljka mogu rezultovati ponavljajućim epizodama bolova u trbuhu usled delimične opstrukcije lumena crvuljka tumorskom masom. Retko se javljaju neuroendokrini simptomi, uključujući povraćanje, dijareju i srčane bolesti.
Karcinoidi crvuljkaci polako rastu, a svukupna prognoza je u načelu dobra. Trenutna veličina tumora je najpouzdaniji pokazatelj za procenu malignog potencijala karcionoida.

## Terapija
Apendektomija
Kako je kod većine pacijenata sa karcinoidima crvuljka prečnik tumora < 1 cm, samo apendektomija je dovoljan tretman, jer karcinoidi retko metastaziraju. Za tumore prečnika 1-2 cm, hirurške mogućnosti zavise zahvaćenosti mezoappendiksa i histološke podvrsta lezije. Međutim, kako tumori prečnika ≥ 2 cm lokalizovan na bazi crvuljka, najćešče mogu metastazirati, to kod pacijenti sa tumorima ove veličine zahteva desnu hemikolektomiju.
Kandidati za desnu hemikolektomiju su oni sa lezijama kod kojih postoje histopatloški dokazi mezoapendikalne ekstenzije tumora lokalizovane u dnu crvuljka sa pozitivnim marginama ili zahvaćenošću slepog creva (cekuma) solidnim malignim karcinoidom.
Opsežniji hirurški tretman preporučuje se i u situacijama kada tumor ima visok indeks proliferacije ili ako se proširio na mezenterične krvne sudove i limfne sudove crvuljka.
Hemoterapija
Indikacije za adjuvantnu hemioterapiju su: veličina tumora preko 2 cm, goblet-tip karcinoida, kao i pozitivne resekcione margine.

## Prognoza
Prognoza karcinoidnog tumora zavisi od lokalizacije i stadijuma bolesti u vreme postavljanja dijagnoze. Karcinoidi apendiksa retko ugrožavaju život.
Iako u 80% slučajeva može doći do recidiva, apendektomija crvuljka daje dobre rezultate.

## Literatura
- Abreu, Rui Pedro Neto da Silva (2018). „Appendiceal neuroendocrine tumors: Approach and treatment”. Journal of Coloproctology. 38 (4): 337—342. S2CID 53637935. doi:10.1016/j.jcol.2018.05.010.
- Guraya, Salman (2018). „Prognostic significance of circulating microRNA-21 expression in esophageal, pancreatic and colorectal cancers; a systematic review and meta-analysis”. International Journal of Surgery. 60: 41—47. PMID 30336280. S2CID 53019329. doi:10.1016/j.ijsu.2018.10.030.
- Tran, Q.B.; Mizumoto, R.; Ratnayake, S.; Strekozov, B. (2018). „Metastatic gastric adenocarcinoma and synchronous carcinoid tumour mimicking appendicitis: A case report”. International Journal of Surgery Case Reports. 44: 93—97. PMC 5856669 . PMID 29482082. doi:10.1016/j.ijscr.2018.02.023.
- Augustin, Goran (2018). „Acute Appendicitis”. Acute Abdomen During Pregnancy. стр. 3–53. ISBN 978-3-319-72994-7. doi:10.1007/978-3-319-72995-4_1.
- Teixeira, Frederico José Ribeiro; Couto Netto, Sérgio Dias do; Akaishi, Eduardo Hiroshi; Utiyama, Edivaldo Massazo; Menegozzo, Carlos Augusto Metidieri; Rocha, Marcelo Cristiano (2017). „Acute appendicitis, inflammatory appendiceal mass and the risk of a hidden malignant tumor: A systematic review of the literature”. World Journal of Emergency Surgery. 12: 12. PMC 5343298 . PMID 28286544. doi:10.1186/s13017-017-0122-9 .
- Sheikh, Ujalla; Henderson-Jackson, Evita; Muhammad, Jalil; Coppola, Domenico; Nasir, Aejaz (2016). „Neuroendocrine Neoplasms of the Appendix”. Neuroendocrine Tumors: Review of Pathology, Molecular and Therapeutic Advances. стр. 289—308. ISBN 978-1-4939-3424-9. doi:10.1007/978-1-4939-3426-3_15.
- Alexandraki, Krystallenia I.; Kaltsas, Gregory A.; Grozinsky-Glasberg, Simona; Chatzellis, Eleftherios; Grossman, Ashley B. (2016). „Appendiceal neuroendocrine neoplasms: Diagnosis and management”. Endocrine-Related Cancer. 23 (1): R27—R41. PMID 26483424. S2CID 22750392. doi:10.1530/ERC-15-0310.
- Lyons, Rebecca F.; Irfan, Muhammad; Waldron, Ronan; Bambury, Niamh; Bennani, Fadel; Nemeth, Tamas; Khan, Waqar; Barry, Kevin (2015). „Malignant neuroendocrine tumour of the appendix in childhood with loco-regional lymph node invasion”. Diagnostic Pathology. 10: 55. PMC 4446797 . PMID 26022184. doi:10.1186/s13000-015-0287-z .
- Malkan, A. D.; Wahid, F. N.; Fernandez-Pineda, I.; Sandoval, J. A. (2015). „Appendiceal carcinoid tumor in children: Implications for less radical surgery?”. Clinical and Translational Oncology. 17 (3): 197—200. PMID 24965691. S2CID 6176516. doi:10.1007/s12094-014-1196-4.
- Shoji, Hirotaka; Kon, Hirofumi; Ishikawa, Takahisa; Shibasaki, Susumu; Homma, Shigenori; Kawamura, Hideki; Takahashi, Norihiko; Taketomi, Akinobu (2015). „A Case of Goblet Cell Carcinoid of the Appendix: A Review of the Published 57 Literatures in Japan”. Nihon Gekakei Rengo Gakkaishi (Journal of Japanese College of Surgeons). 40 (2): 266—272. doi:10.4030/jjcs.40.266.
- Ho, Kung-Chen; Liu, Chien-Liang; Lee, Jie-Jen; Liu, Tsan-Pai; Ko, Wen-Chin; Lin, Jiunn-Chang (2014). „Goblet Cell Carcinoid of Appendix”. Journal of Cancer Research and Practice. 1: 82—87. doi:10.1016/S2311-3006(16)30029-5.
- Malkan, Alpin D.; Sandoval, John A. (2014). „Controversial tumors in pediatric surgical oncology”. Current Problems in Surgery. 51 (12): 478—520. PMID 25524425. doi:10.1067/j.cpsurg.2014.11.004.. 51, 12, (478-520), (2014).
- Köksal, Aydın Ş.; Kalkan, İsmail Hakkı; Yıldız, Hakan; Ökten, Rıza Sarper; Neşşar, Gürel; Şaşmaz, Nurgül (2013). „Direct Visualization of an Extremely Rare Malignancy: Adenocarcinoma of the Appendix”. American Journal of Gastroenterology. 108 (1): 149—150. PMID 23287952. S2CID 28373764. doi:10.1038/ajg.2012.339.. 108, 1, (149-150), (2013).
- Dietz, Kelly R.; Merrow, Arnold C.; Podberesky, Daniel J.; Towbin, Alexander J. (2013). „Beyond acute appendicitis: Imaging of additional pathologies of the pediatric appendix”. Pediatric Radiology. 43 (2): 232—242. PMID 23179488. S2CID 9801418. doi:10.1007/s00247-012-2565-1.. 43, 2, (232-242), (2012).
- Ploenes, T.; Börner, N.; Kirkpatrick, C. J.; Heintz, A. (2013). „Neuroendocrine Tumour, Mucinous Adenocarcinoma and Signet-Ring Cell Carcinoma of the Appendix: Three Cases and Review of Literature”. Indian Journal of Surgery. 75 (Suppl 1): 299—302. PMC 3693327 . PMID 24426597. doi:10.1007/s12262-012-0704-4.. 75, S1, (299-302), (2012).
- Pape, Ulrich-Frank; Perren, Aurel; Niederle, Bruno; Gross, David; Gress, Thomas; Costa, Frederico; Arnold, Rudolf; Denecke, Timm; Plöckinger, Ursula; Salazar, Ramon; Grossman, Ashley; Barcelona Consensus Conference participants (2012). „ENETS Consensus Guidelines for the Management of Patients with Neuroendocrine Neoplasms from the Jejuno-Ileum and the Appendix Including Goblet Cell Carcinomas”. Neuroendocrinology. 95 (2): 135—156. PMID 22262080. S2CID 14406655. doi:10.1159/000335629.. 95, 2, (135-156), (2012).
- Lam-Himlin, Dora; Montgomery, Elizabeth A. (2011). „The neoplastic appendix: A practical approach”. Diagnostic Histopathology. 17 (9): 395—403. doi:10.1016/j.mpdhp.2011.06.012.. 17, 9, (395-403), (2011).
- Kjell Öberg, Gastrointestinal Carcinoid Tumors (Gastrointestinal Neuroendocrine Tumors) and the Carcinoid Syndrome, Sleisenger and Fordtran's Gastrointestinal and Liver Disease, Öberg, Kjell (2010). „Gastrointestinal Carcinoid Tumors (Gastrointestinal Neuroendocrine Tumors) and the Carcinoid Syndrome”. Sleisenger and Fordtran's Gastrointestinal and Liver Disease. стр. 475—490.e4. ISBN 9781416061892. doi:10.1016/B978-1-4160-6189-2.00031-7.. (475-490.e4), (2010).
- Yoon Ho KO, Se Hoon PARK, Chan‐Kwon JUNG, Hye Sung WON, Sook Hee HONG, Ji Chan PARK, Sang Young ROH, In Sook WOO, Jin Hyoung KANG, Young Seon HONG and Jae Ho BYUN, Clinical characteristics and prognostic factors for primary appendiceal carcinoma, Asia-Pacific Journal of Clinical Oncology, 6, 1, (19-27), (2010).
- Graham, Rondell Patrell Darrell; Williams, Nadia Patricia; West, Kamille Aisha (2009). „Primary epithelial tumours of the appendix in a black population: A review of cases”. World Journal of Gastroenterology. 15 (12): 1472—1474. PMC 2665141 . PMID 19322920. doi:10.3748/wjg.15.1472 .. 15, 12, (1472), (2009).
- Couvelard, Anne; Sauvanet, Alain (2008). „Gastroenteropancreatic neuroendocrine tumors: Indications for and pitfalls of frozen section examination”. Virchows Archiv. 453 (5): 441—448. PMID 18839209. S2CID 1563859. doi:10.1007/s00428-008-0678-6.. 453, 5, (441-448), (2008).
- Magner, Robert G.; Owens, Timothy L. (2007). „Goblet Cell Carcinoid of the Appendix”. Journal of Diagnostic Medical Sonography. 23 (6): 357—360. S2CID 73277045. doi:10.1177/8756479307308184.. 23, 6, (357-360), (2016).
- o'Donnell, Mark E.; Badger, Stephen A.; Beattie, Garth C.; Carson, Jim; Garstin, W. Ian H. (2007). „Malignant neoplasms of the appendix”. International Journal of Colorectal Disease. 22 (10): 1239—1248. PMID 17447078. S2CID 22377463. doi:10.1007/s00384-007-0304-0.. 22, 10, (1239-1248), (2007).
- Fornaro, Rosario; Frascio, Marco; Sticchi, Camilla; De Salvo, Luigi; Stabilini, Cesare; Mandolfino, Francesca; Ricci, Barbara; Gianetta, Ezio (2007). „Appendectomy or Right Hemicolectomy in the Treatment of Appendiceal Carcinoid Tumors?”. Tumori Journal. 93 (6): 587—590. PMID 18338494. S2CID 20449912. doi:10.1177/030089160709300612.. 93, 6, (587-590), (2018).

## Spoljašnje veze
|  | Molimo Vas, obratite pažnju na važno upozorenje u vezi sa temama iz oblasti medicine (zdravlja). |

|  | Molimo Vas, obratite pažnju na važno upozorenje u vezi sa temama iz oblasti medicine (zdravlja). |